# Hans Johansson (fotbollsspelare född 1945)
För andra betydelser, se Hans Johansson.
Hans "Hasse" Johansson, född 30 december 1945 i Säffle, är en svensk före detta fotbollsspelare (anfallare) som representerade Gais 1969–1979 och spelade fem matcher i svenska landslaget 1969–1970.

## Karriär
Johansson inledde sin fotbollskarriär i Svanskogs IF i Säffle och gick sedan vidare till SK Sifhälla, där han redan som 18-åring 1964 var en vass vänsterytter i division II. Han fick sitt stora genombrott i Sifhälla 1967, när klubben, då i division III, var nära att återvända till tvåan och Johansson gjorde hela 28 mål på 22 matcher. Han bildade då anfallspar med ex-allsvenske Bertil Rylander, som gjorde 18 mål.
1969 värvades Johansson till Gais, där han kom att bilda ett fruktat anfallspar med Sten "Pålle" Pålsson, där Pålsson var teknikern och arbetshästen medan Johansson var den store avslutaren. Johansson blev intern skyttekung i Gais tre gånger, 1969, 1970 och 1975, och tilldelades tre Hedersmakrillar som klubbens bäste spelare, åren 1969 (med Hasse Samuelsson), 1971 (med hela laget) och 1975. Efter säsongen 1977 slutade han i Gais, men han kom tillbaka två gånger när klubben krisade, och var med om att rädda Gais kvar i division II både 1978 och 1979. Vid återkomsten 1978 spelade han 13 matcher när Gais säkrade kontraktet, och 1979 spelade han tre. I den avgörande sista matchen mot Norrby IF kom han till spel med kalaskula och dålig kondition, men med samma klipp i steget som i sina glansdagar. Totalt spelade han 207 matcher för Gais och gjorde 75 mål.

### I landslaget
Johansson spelade 5 A-landskamper för Sverige 1969–1970, och gjorde 2 mål. Han spelade även två U21-landskamper 1970; märkligt nog kom båda U21-matcherna efter att han gjort sin sista match i A-landslaget.